# Gina Manès
Gina Manès, född 7 april 1893 i Paris, död 6 september 1989 i Toulouse, var en fransk skådespelare.

## Filmografi i urval
- 1927 - Napoléon
- 1928 – Synd
- 1936 – Mayerlingdramat
- 1958 - Un certain Monsieur Jo